# 延平东站
延平东站原名南平南站，位于福建省南平市延平区，有峰福铁路经过，外南铁路和南平东线在本站上行侧咽喉出岔。车站由南昌局集团南平车务段管辖，车站按技术作业性质为区段站，按业务性质为客货运站，等级为三等站。

## 历史

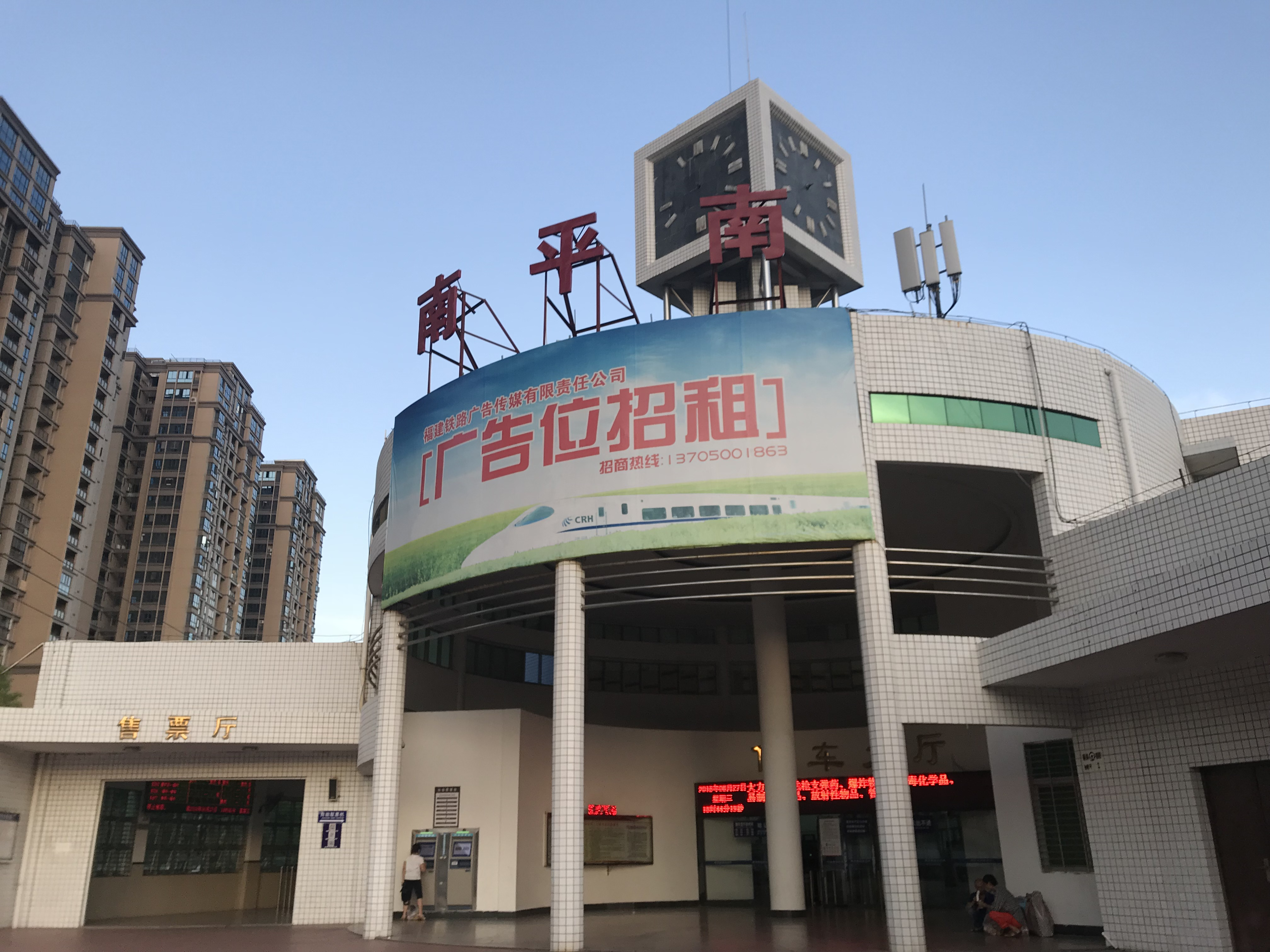
车站更名前站房（2018年）

1990年，南平南站作为外福铁路和横南铁路接轨点上的增建车站而开站，该站电报码为NNS、拼音码为NPN，为南昌铁路局所辖三等站。距横峰站251公里，距来舟站32公里，距福州站162公里。客运办理旅客乘降、行李包裹托运；货物办理整车货物发到。
2006年12月31日起，外福铁路和横南铁路合并为峰福铁路，而外福线在该站以西的区段则被称为外南铁路。
2019年12月11日，根据中国国家铁路集团印发的《国铁集团关于宁城等站命名和南平南等站更名的通知》，南平南站更名为延平东站。

## 车站结构

### 站场

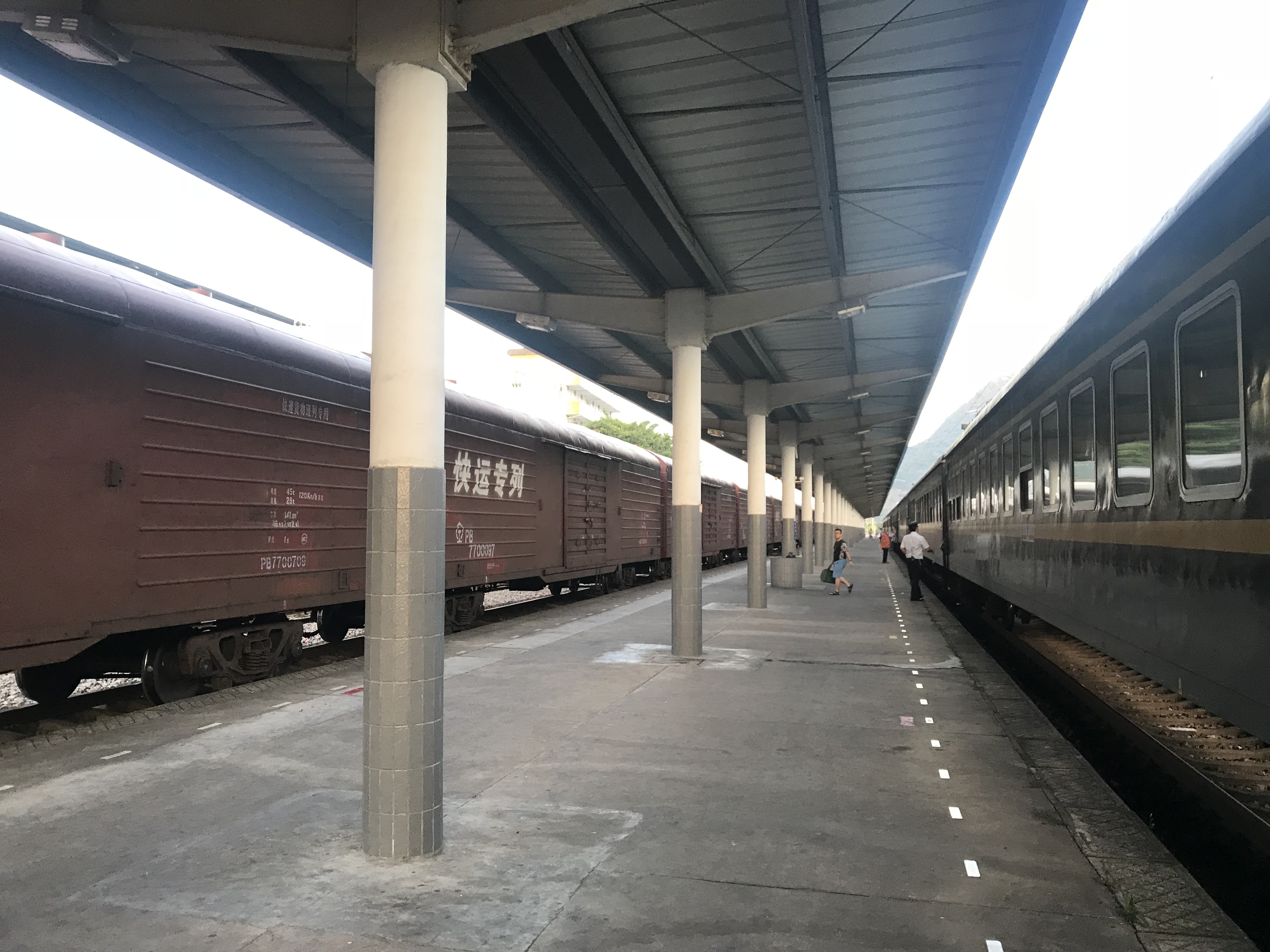
车站2、3站台

延平东站设有7条股道，其中3条为旅客列车到发线、Ⅲ道兼为车站正线。车站货场办理整车普通货物业务，并设有通往南平铝业的专用线。本站上行侧另设有外南铁路水南站和峰福铁路陈墩站的联络线。
| 侧式站台 |                             |
| 1站台    | 峰福铁路 旅客列车           |
| 2站台    | 峰福铁路 旅客列车           |
| 岛式站台 |                             |
| 3站台    | 峰福铁路 旅客列车及通过列车 |
| 4-7道    | 峰福铁路 货运列车           |